# Thrinacophorinae
Thrinacophorinae is een onderfamilie van sponsdieren uit de klasse van de Demospongiae (gewone sponzen). 

## Geslachten
- Axechina Hentschel, 1912
- Ceratopsion Strand, 1928
- Thrinacophora Ridley, 1885